# Slånrödling
Slånrödling (Entoloma sepium) är en svampart som först beskrevs av Noulet & Dass., och fick sitt nu gällande namn av Richon & Roze 1880. Slånrödling ingår i släktet Entoloma och familjen Entolomataceae.  Arten är reproducerande i Sverige. Inga underarter finns listade i Catalogue of Life.